# 난세이 제도 근해 지진

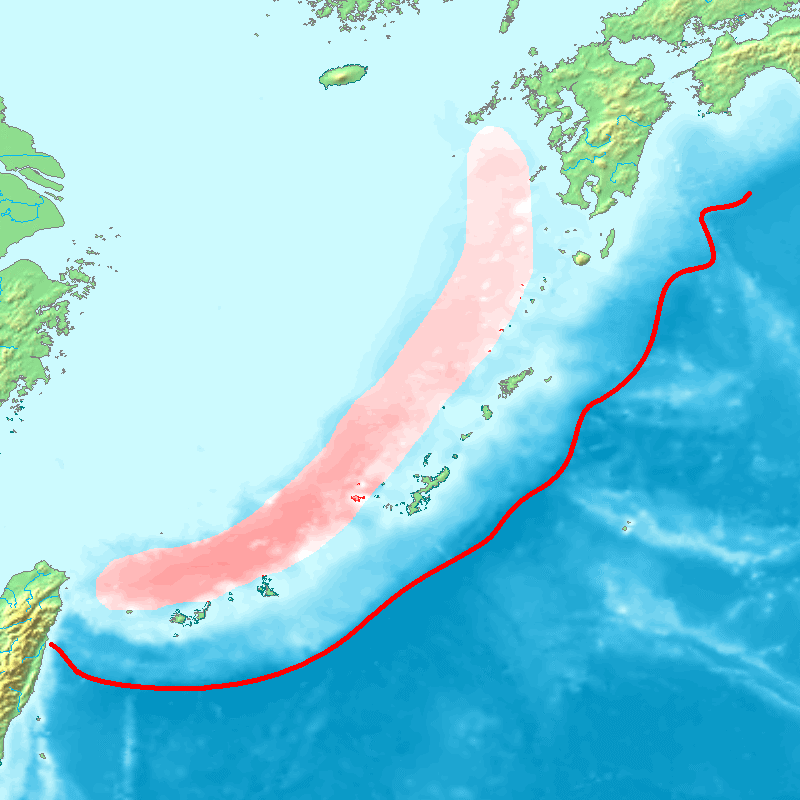
류큐 해구와 오키나와 해곡의 모습

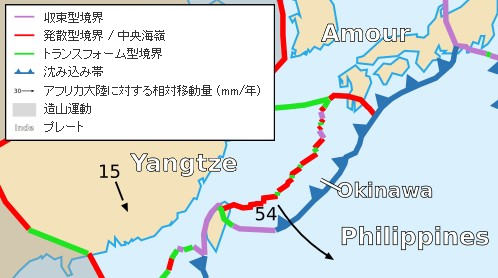
오키나와판 및 그 주변의 판으로 구성되어 있다.

난세이 제도 근해 지진(일본어: 南西諸島近海地震)은 난세이 제도, 류큐 열도, 류큐 해구, 오키나와 해곡 및 그 근해에서 발생하는 지진이다.

## 주요 지진
| 발생 일자       | 지진 규모 | 지진의 해설 |
| --------------- | --------- | --- |
| 1771년 4월 24일 | M7.4      | → 야에야마 지진                                                                                                  |
| 1909년 8월 29일 | M6.2      | 오키나와섬 해역에서 지진이 있었다. 2명이 사망했다.                                                               |
| 1911년 6월 15일 | M8.0      | → 기카이섬 지진                                                                                                  |
| 1947년 9월 27일 | M7.4      | 요나구니섬 해역에서 지진이 있었다. 이시가키섬에서 1명이 사망하고, 이리오모테섬에서 4명이 사망했다.               |
| 1958년 3월 11일 | M7.2      | 이시가키섬 해역에서 지진이 있었다. 2명이 사망했다.                                                               |
| 1966년 3월 13일 | M7.8      | 대만 동방 해역에서 지진이 있었다. 2명이 사망했다.                                                                |
| 2010년 2월 27일 | M7.2      | 오키나와섬 해역에서 지진이 있었다. 이토만시에서 최대 진도5약 (일본 기상청 진도 계급)를 관측했다. 2명이 부상했다. |

## 피해가 큰 지진

### 1771년 야에야마 지진
야에야마 지진(일본어: 八重山地震)은 1771년 (메이와8년) 4월 24일에 야에야마 제도 근해에서 발생한 지진이다. 지진 규모는 추정M7.4.  지진 자체로 인한 피해는 불과했다 한편,이 지진이 일으킨 쓰나미에 의해 사키시마 제도가 막대한 피해를 받았다.

### 1911년 기카이섬 지진
기카이섬 지진(일본어: 喜界島地震)은 1911년 6월 15일에 기카이섬 부근에서 발생한 지진이다. 지진 규모는 M8.0. 기카이섬에서는 쓰나미의 높이가 5~10m 정도에 달했다. 이 지진으로 12명이 사망했다.

## 참고 문헌
- 国立天文台 『理科年表 令和3年』 丸善 ISBN 978-4-621-30560-7